# Slovanský sjezd

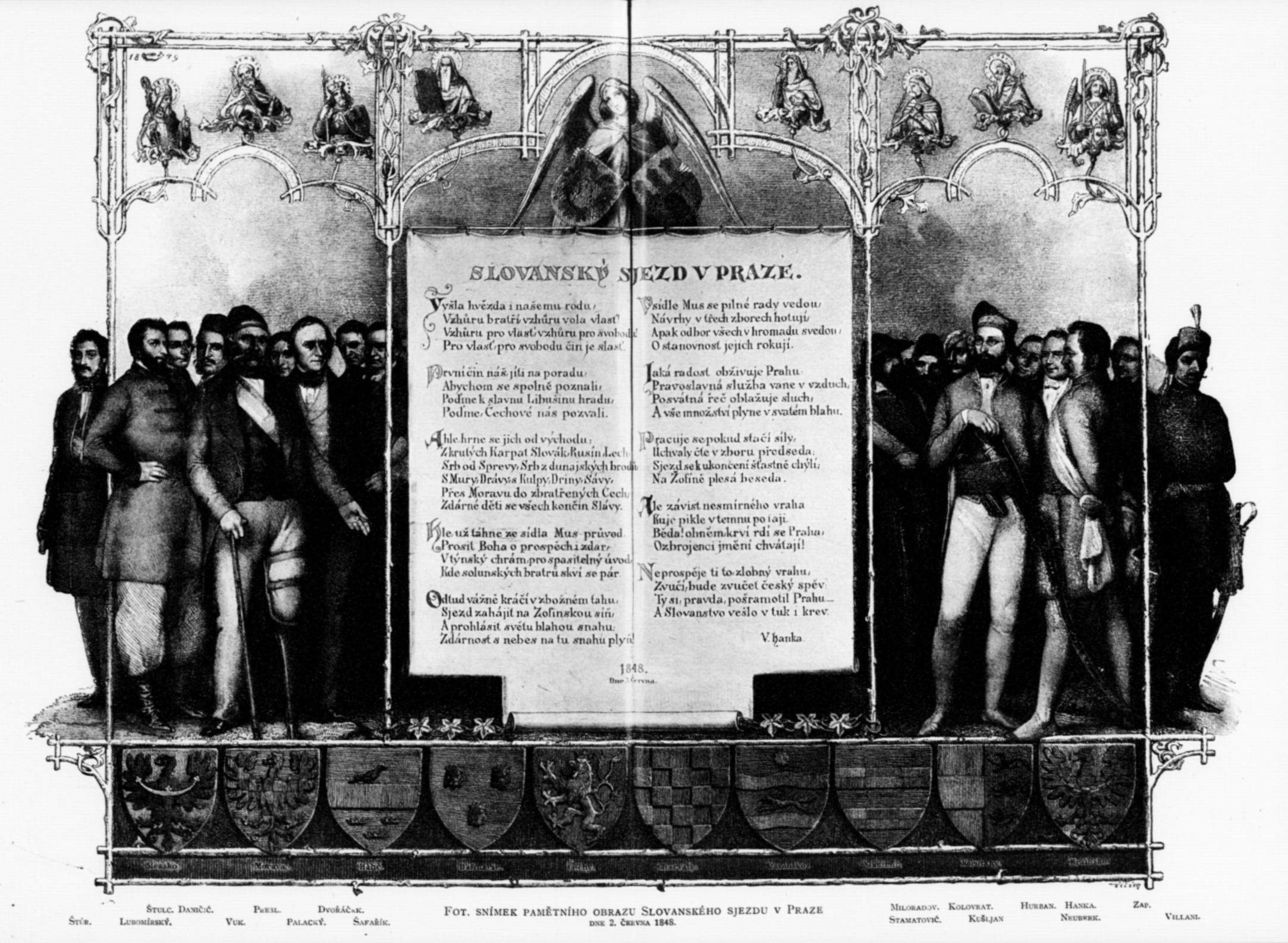
Fotografie pamětního obrazu Slovanského sjezdu a některých jeho účastníků

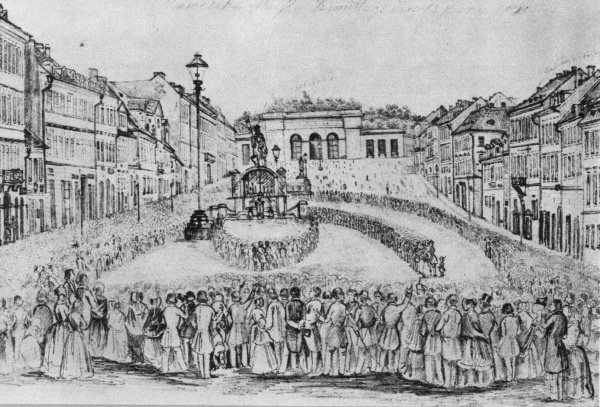
Svatodušní mše na Koňském trhu v Praze 12. června 1848

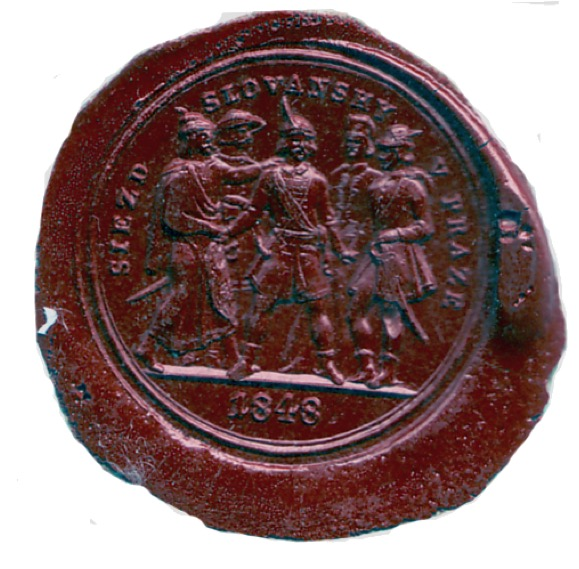
Pečeť sjezdu, Praha 1848

Slovanská vlajka navržena sjezdem, která byla v té době vlajkou Slavonského království

Slovanský sjezd v Praze probíhal ve dnech 2. až 12. června 1848. Snažil se sjednotit všechny Slovany žijící v rakouské monarchii.

## Příprava
V dubnu 1848 byla myšlenka uspořádat sjezd schválena ve Vídni. Politickou zodpovědnost za něj měl mít Lev Thun, který myšlenku podporoval. 30. dubna 1848 byl ustanoven přípravný výbor sjezdu, jehož předsedou se stal Josef Matyáš Thun. Byly snahy pojmout sjezd jako všeslovanský (Ľudovít Štúr), ale nakonec byla prosazena koncepce austroslavismu. Slované ze zemí mimo Habsburskou monarchii se sjezdu směli zúčastnit jako hosté. Byly vytvořeny 3 sekce: česko–slovenská (přesně sbor česko–moravsko–slezsko–slovenský), jihoslovanská a polsko-rusínská. Během května byl také připraven program sjezdu.

## Program
Sjezd měl 4 hlavní body:
- vytvoření spolku rakouských Slovanů,
- vztah ke Slovanům mimo Rakousko,
- vztah k neslovanským národům v rakouských zemích,
- vztah rakouských Slovanů k neslovanským národům mimo Rakousko (zejména Německo).

## Průběh
Během května se sjížděli do Prahy delegáti vyslaní všemi národními sněmy tehdejších národních hnutí. Jen například mezi Jihoslovany se do seznamu zapsalo 40 lidí; později počet zástupců ještě vzrostl. Česko–slovenská sekce byla nejpočetnější – zastupovalo ji 237 lidí.
Sjezd byl zahájen 2. června 1848 v Praze na Žofínském ostrově. Zahájení sjezdu zakončil svou řečí Šafárik, který vyjádřil loajalitu vládnoucí dynastii. Základní ideou sjezdu byly panslavismus a austroslavismus. Předsedou sjezdu byl František Palacký, který propagoval austroslavismus jako obranu proti pangermanismu. Účastníkem sjezdu byl také Michail Alexandrovič Bakunin. Sjezd provázela nejednotnost jednotlivých národů. Přesto se sjezd dohodl na Manifestu sjezdu Slovanského k národům Evropským, jehož hlavní myšlenkou bylo právo na sebeurčení národů. Manifest požadoval rovnost a spravedlnost pro Slovany a odsuzuje rozdělení Polska. Manifest byl jediným dokumentem, který sjezd schválil. Na uskutečnění se významně podílel také Karel Havlíček Borovský.
Měl být vydán i soupis požadavků k císaři, který nebyl sjezdem schválen. Podle tohoto soupisu měla být monarchie přeměněna ve federaci, kde budou mít slovanské národy rovnoprávnost s Němci a Maďary.
Slováci a Rusíni žádali uznání toho, že jsou samostatnými národy.
12. června byla na Koňském trhu slavena svatodušní mše sloužená Janem Arnoldem (bratr Emanuela Arnolda). Po mši došlo k nepokojům a dav došel do Celetné ulice, kde bylo Windischgrätzovo vojenské sídlo, kde došlo k náhodnému zastřelení Marie Eleonory Windischgrätzové. Dochází k propuknutí pražského červnového povstání. Slovanský sjezd byl kvůli tomu přerušen a nikdy nebyl ukončen.

## Seznam dalších sjezdů odvozených od roku 1848
- Vídeň, duben 1848 (1.) – předsedající: Ľudovít Štúr
- Vratislav, květen 1848 – (polské předsednictví)
- Praha, červen 1848 (1.) – předsedající: František Palacký
- Vídeň, 1866 (2.) – předsedající: Agenor Gołuchowski mladší
- Moskva, 1867 (2.) – předsedající: Fjodor Michajlovič Dostojevskij (bez polského zastoupení)
- Praha, 1898 (3.) – předsednictvo: mladočeši
- Praha, 1908 – předsedající: Tomáš Garrigue Masaryk
- Sofie, 1909
- Petrohrad, 1910
- Chicago, 1915 – (srbo–chorvatské předsednictví)
- Chicago, 1918 – (česko–slovenské předsednictví)
- Moskva, 1942 – předsedající: Josip Broz Tito
- Chicago, 1944
- Bělehrad, 1946 – předsedající: Josip Broz Tito
- Praha, 1998 – (7.)
- Moskva, 2001 – (8.)
- Minsk, 2005 – (9.)
- Moskva, 2017 – (10.)